# Rondellens köpcentrum

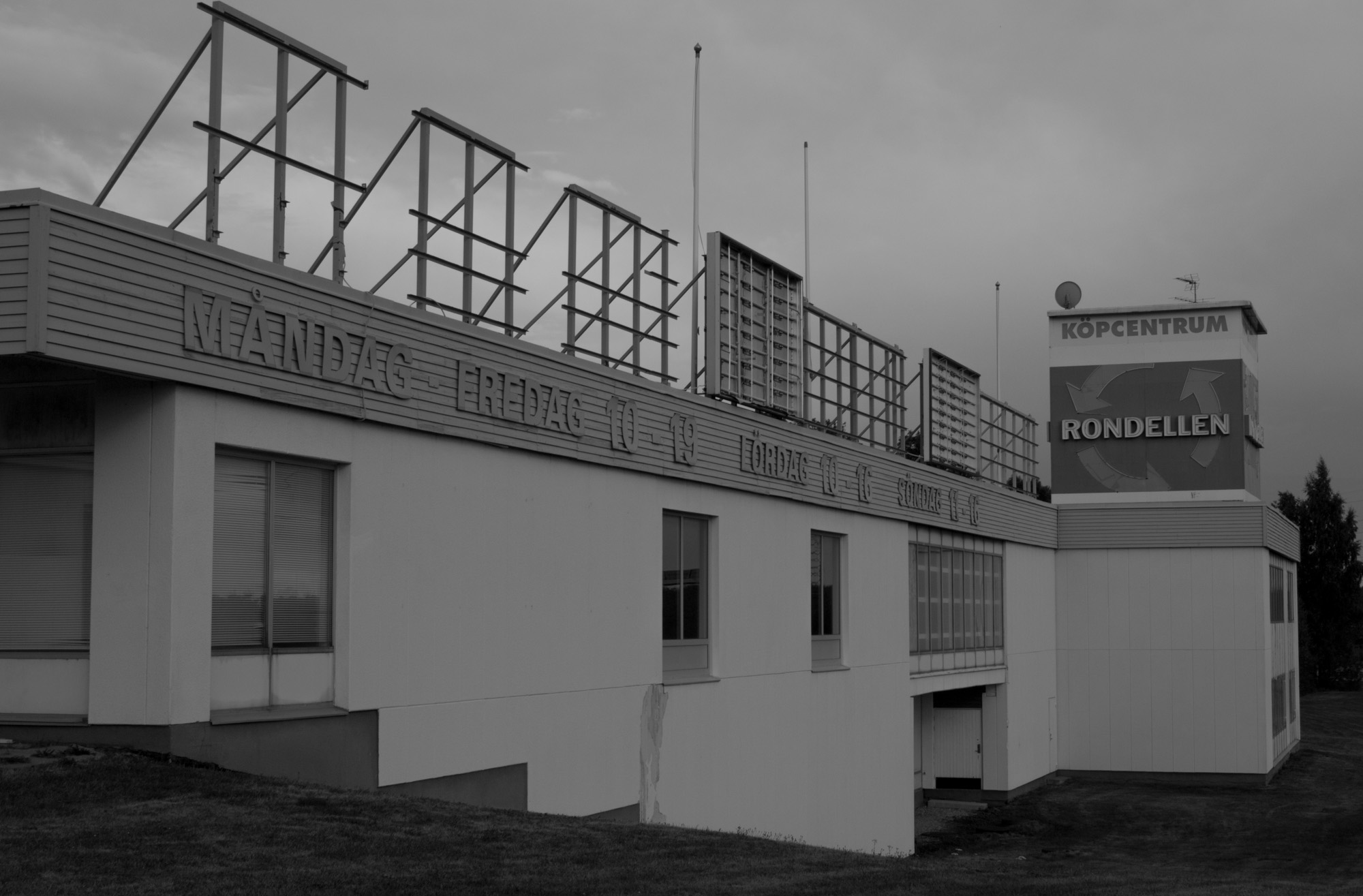
Rondellen år 2013.

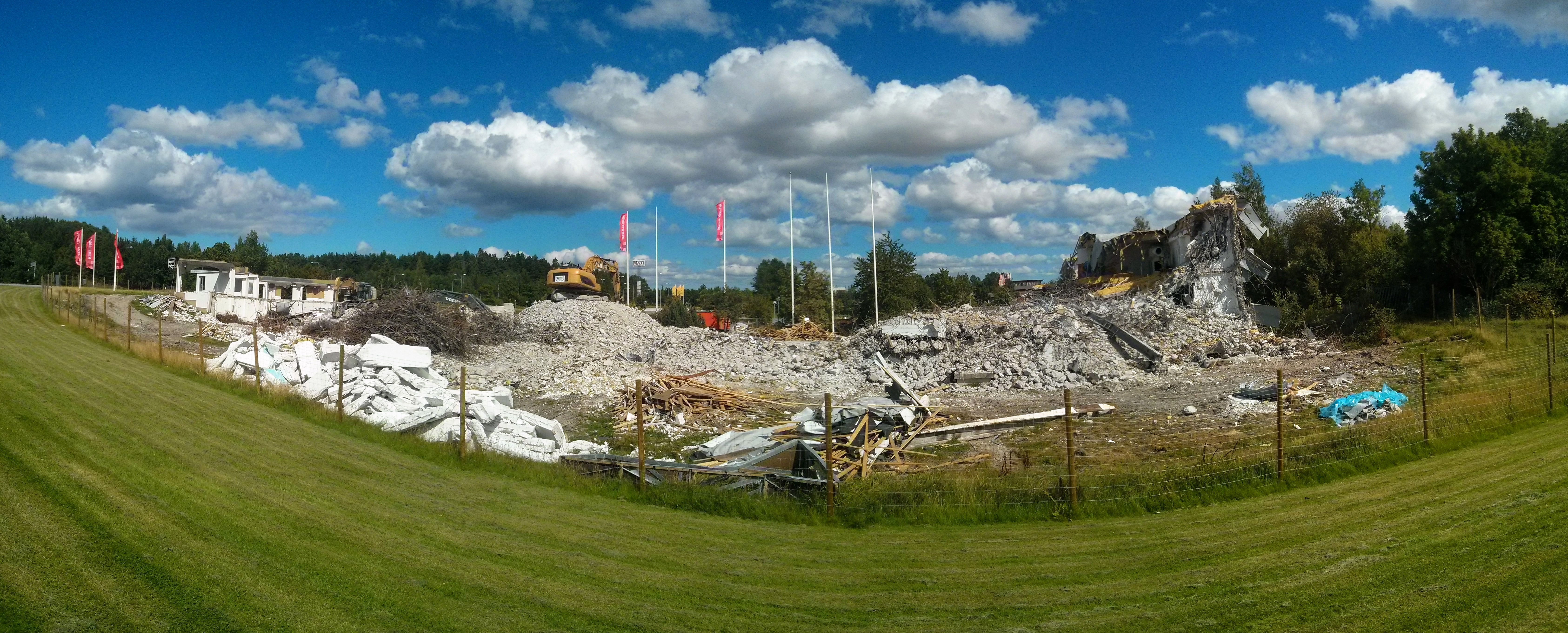
Bild från rivningen 2015.

Rondellen var ett köpcentrum med en yta över 9 000 kvm  i Eskilstuna kommun belägen vid Årbyrondellen, vid E20:s avfart mot Sundbyholm och Eskilstuna centrum.
Byggnaden uppfördes i början av 1990-talet och hade åtta butiker 1998, leksaksaffären Lekia, prylbutiken Galne Gunnar, mataffären Eurospar, hemelektronikkedjan Expert, skoaffären Skokanonen, Klädhuset M, Eskilstuna Gardinlager och möbelcenteret Dag&Natt. När Eurospar lade ner sin butik minskade attraktionskraften och fler butiker lades ner efterhand. De som hade öppet längst var Klädhuset och Skokanonen, mycket tack vare att ICA Maxi Eskilstuna öppnade en helt ny matbutik i närheten av Skiftinge centrum 2007. 2010 stängdes den sista butiken i rondellen.
Under maj månad 2015 offentliggjorde Kungsleden AB att rivning av köpcentrumet skulle påbörjas. På fastighetstomten byggs nu ett nytt köpcentrum på mellan 15 000 kvm och 30 000 kvm. 2021 stod Biltema, Dollarstore och ett gym färdigt. 

## Hotellet
År 1986 söktes och beviljades bygglov för att bygga ett ”hotelltorn” med 20 våningar. Projektet kallades för "Baronen" och skulle kunna ses från Strängnäs. Byggnadens pelare konstruerades för att kunna tåla ett hotell över köpcentrumet. Hotellprojektet lades ner relativt fort. Endast några våningar hade byggts innan företaget gick i konkurs och byggnationen avslutades under 1988. Efter det utfördes endast säkerhetsarbeten. Detta ledde till att köpcentrumet endast har ett tunt tak. År 1990 färdigställde en annan ägare byggnaden och fick slutbesiktningsbevis den 16 oktober 1991.